# Буїс-Крік (Північна Кароліна)
Буїс-Крік (англ. Buies Creek) — переписна місцевість (ПМ) в США, в окрузі Гарнетт штату Північна Кароліна. Населення — 3253 особи (2020).

## Географія
Буїс-Крік розташований за координатами 35°24′39″ пн. ш. 78°43′59″ зх. д. / 35.41083° пн. ш. 78.73306° зх. д. (35.410698, -78.733157).  За даними Бюро перепису населення США в 2010 році переписна місцевість мала площу 5,95 км², з яких 5,93 км² — суходіл та 0,01 км² — водойми.

## Демографія
Згідно з переписом 2010 року, у переписній місцевості мешкали 2942 особи в 577 домогосподарствах у складі 232 родин. Густота населення становила 495 осіб/км².  Було 699 помешкань (118/км²).
Расовий склад населення:
| - 78,3 % — білих - 14,8 % — чорних або афроамериканців - 2,2 % — азіатів - 0,7 % — корінних американців - 1,9 % — осіб інших рас |

До двох чи більше рас належало 2,2 %. Частка іспаномовних становила 3,6 % від усіх жителів.
За віковим діапазоном населення розподілялося таким чином: 5,5 % — особи молодші 18 років, 90,0 % — особи у віці 18—64 років, 4,5 % — особи у віці 65 років та старші. Медіана віку мешканця становила 20,9 року. На 100 осіб жіночої статі у переписній місцевості припадало 81,4 чоловіків;  на 100 жінок у віці від 18 років та старших — 80,1 чоловіків також старших 18 років.
Середній дохід на одне домашнє господарство  становив 33 800 доларів США (медіана — 26 602), а середній дохід на одну сім'ю — 56 341 долар (медіана — 51 920). За межею бідності перебувало 29,5 % осіб, у тому числі 0,0 % дітей у віці до 18 років та 4,7 % осіб у віці 65 років та старших.
Цивільне працевлаштоване населення становило 886 осіб. Основні галузі зайнятості: освіта, охорона здоров'я та соціальна допомога — 52,1 %, роздрібна торгівля — 17,5 %, публічна адміністрація — 9,1 %, мистецтво, розваги та відпочинок — 7,3 %.